# امیل ریناد
شارل امیل ریناد (فرانسوی: Charles-Émile Reynaud‎؛ ۸ دسامبر ۱۸۴۴ – ۹ ژانویهٔ ۱۹۱۸) مخترع اهل فرانسه بود که با ساخت کارتون پویانمایی شراب بنجل و نمایش آن در سال ۱۸۹۲ نخستین خالق فیلمهای انیمیشن در تاریخ سینما لقب گرفته است. او برای این منظور پراکسی نوسکوپ و تئاتراپتیک را به ترتیب در سالهای ۱۸۷۷ و ۱۸۸۸ اختراع کرده بود.